# Maria Zacarias
Maria Zacharia (em grego: Μαρία Ζαχαρία) é uma política grega do partido Curso da Liberdade. Maria é membro do Parlamento Europeu desde 2024.
Faz parte do Comité de Petições e delegação para as relações com os Estados Unidos.